# Sensores de contaminación del aire
Los sensores de contaminación del aire son aparatos que miden la presencia de contaminación en las zonas circundantes. Se pueden usar para ambientes tanto exteriores como interiores. Estos sensores se pueden hacer en casa o comprarse de algunos fabricantes. Aunque hay varios tipos de sensores de contaminación de aire, y algunos están especializados en determinados aspectos, la mayoría se centran en cinco componentes: ozono, material particulado, monóxido de carbono, dióxido de sulfuro y óxido nitroso.[cita requerida]
En el pasado estos sensores eran muy caros, pero los avances tecnológicos han permitido que sean más asequibles y estén más ampliamente distribuidos entre la población.[cita requerida] Estos sensores pueden servir para diferentes propósitos y ayudan a concienciarnos sobre problemas medioambientales que van más allá de la visión humana.
La Agencia de Protección Medioambiental Estadounidense (EPA, por sus signas en inglés) tiene un repositorio de datos sobre la calidad del aire a través del Sistema de Calidad del Aire (AQS, por sus siglas en inglés), en el que almacenan datos de más de diez mil monitores en Estados Unidos. Aunque el uso de estos sensores haya sido caro tiempo atrás, durante la década de 2010 se tendió al desarrollo de sensores de calidad de aire portátiles, los cuales se pueden llevar de forma individual para monitorear los niveles de calidad de aire de forma local.
Estos sensores, entonces, pueden ayudar a medir la cobertura y variedad espacio-temporal de las especies químicas, y permitir a los ciudadanos, y a comunidades enteras, a entender su exposición al ambiente y los riesgos de la contaminación del aire.
Un grupo de investigación liderado por William Griswold en la Universidad de California le dio a dieciséis trabajadores sensores portátiles de contaminación de aire y hallaron «valles urbanos» donde los edificios atrapaban la contaminación. El grupo también halló que los pasajeros de los autobuses presentan una mayor exposición a aquellos que se mueven en automóviles.

## Historia

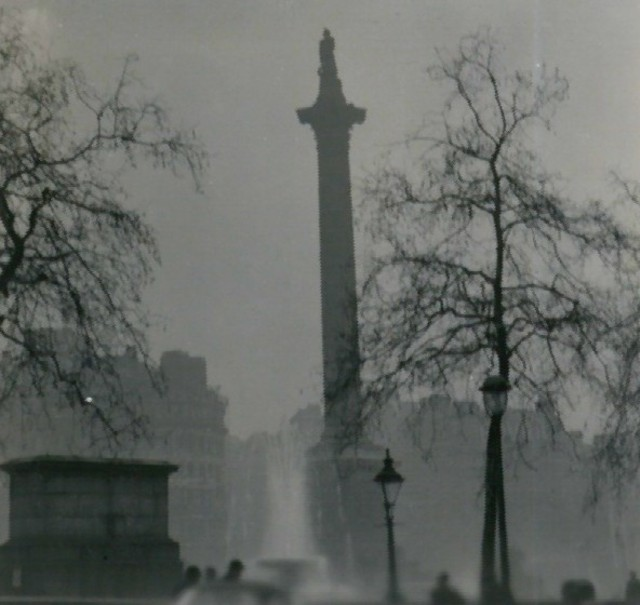
Gran Niebla de Londres.

En diciembre de 1952, la Gran Niebla de Londres conllevó la muerte de miles de personas. Este suceso supuso uno de los grandes puntos de inflexión en nuestra historia medioambiental, ya que llevó a reflexionar radicalmente sobre el control de la contaminación a lo largo del Reino Unido. Este evento promovió la Ley de Aire Limpio de 1956, la cual podría haber tenido más consecuencias de lo que en principio se pretendía. Esta ley conllevó el cambio en las fuentes de combustible y la energía usada por la industria. Muchos ciudadanos de grandes ciudades a lo largo del mundo sufrieron algún tipo de problema de salud debido al exceso de toxinas y contaminación en el aire.
Estos sucesos catastróficos llevaron a las grandes ciudades a controlar y medir la contaminación del aire. Esta revolución cambio la forma en que hoy vemos y comprendemos el medioambiente. Los gobiernos han desarrollado la tecnología necesaria para crear sensores de contaminación aérea para medir las toxinas del ambiente. Más investigación científica y avances tecnológicos permiten que la gente esté más preocupada y concienciada sobre el aire que respiran. La tecnología ha permitido que los sensores de contaminación del aire estén disponibles más rápidamente y sean más asequibles para un uso personal.[cita requerida]

## Salud
Las evidencias científicas indican que la contaminación del aire interior puede ser peor que la del exterior en ciudades grandes e industrializadas. Muchos productos y químicos que se usan en casa, para cocinar y calentar, para los electrodomésticos y la decoración, son las fuentes principales de contaminantes interiores.
Todo lo que usamos en casa contribuye a la contaminación, y posiblemente podemos degradar el ambiente. La contaminación del aire es responsable de 7 millones de muertes prematuras, mundialmente, todos los años. Cuando los contaminantes entran en nuestro cuerpo a través de nuestro sistema respiratorio pueden ser absorbidos por la sangre y recorrer el cuerpo, pudiendo dañar el corazón y otros órganos vitales. 
Investigaciones del sistema sanitario canadiense confirman que una calidad del aire pobre es peligrosa para la salud humana y, a medida que la población envejece, hay más canadienses en peligro. Los niños pequeños están en peligro en función de su peso corporal, ya que tienen a inhalar más aire que los adultos, y sus sistemas inmunes inmaduros les hacen más susceptibles a la contaminación.
La tercera edad también está en peligro debido la debilidad de sus pulmones, corazones y defensas. Además, este grupo tienden a tener enfermedades respiratorias o cardiovasculares sin diagnosticar. La gente que participa en trabajos forzosos o actividades deportivas al aire libre respiran más profunda y rápidamente que sus semejantes sedentarios.
Esto aumenta el riesgo de estas personas a desarrollar enfermedades relacionadas con la contaminación del aire. Debido al envejecimiento y desarrollo de la población, el número de canadienses afectados crece cada día. Se estima que miles de canadienses mueran de forma prematura cada año debido a la contaminación del aire, y que las altas temperaturas estivales llevan a un aumento de las enfermedades, hospitalizaciones y muertes entre adultos más mayores.